# Enguri
L'Enguri (en georgià ენგური; en abkhaz Егры, Egri; en rus Ингур, Ingur) és un riu de Geòrgia, a la frontera amb Abkhàzia. El riu neix al Caucas i desaigua al mar Negre.
Aquest riu va formar la frontera oriental del principat de Samurzakan, alhora que l'occidental la marcava el Galidzga.